# ASTM International
Pour les articles homonymes, voir ASTM (homonymie).
ASTM International, anciennement American Society for Testing and Materials, est un organisme de normalisation qui rédige et produit des normes techniques concernant les matériaux, les produits, les systèmes et les services. Il a été fondé en 1898 aux États-Unis sous la direction de Charles Benjamin Dudley. Il portait alors le nom de American society for testing material (société américaine pour les essais des matériaux). Ses fondateurs étaient des scientifiques et des ingénieurs. Son créateur voulait réduire le nombre de ruptures de rails de chemin de fer qui arrivaient souvent dans cette industrie en pleine croissance. Le groupe développa une norme concernant l’acier utilisé pour la fabrication des rails.
Aujourd'hui, ASTM International a plus de douze mille normes à son catalogue. La publication annuelle du livre des normes ASTM est composée de 77 volumes.
Les membres de l’association sont des représentants des industriels, des utilisateurs, des gouvernements et des universités de plus de cent pays.
L’utilisation des normes ASTM se fait sur une base volontaire. Cependant, aux États-Unis à la suite de l’adoption en 1995 de la loi nationale sur l’avancement et le transfert de technologie (National technology transfer and advancement act), le gouvernement doit utiliser quand cela est possible des normes développées dans les organisations privées. Certaines sont ainsi mentionnées dans certains textes réglementaires fédéraux.

## Comités techniques de l'ASTM
La désignation des comités techniques de l'ASTM se fait avec une lettre de A à G suivie d'un numéro à deux chiffres. 

### Métaux ferreux
- A01 Acier, acier inoxydable et alliages connexes
- A04 Pièces en fonte
- A05 Fer en acier revêtu et produits en acier
- A06 Propriétés magnétiques

### Métaux non ferreux
- B01 Conducteurs électriques
- B02 Métaux et alliages non ferreux
- B05 Cuivre et alliages de cuivre
- B07 Métaux légers et alliages
- B08 Revêtements métalliques et inorganiques
- B09 Poudres métalliques et produits issus de poudres métalliques
- B10 Métaux et alliages réactifs et réfractaires

### Ciment, céramique, béton et maçonnerie
- C01 Ciment
- C03 Matériaux non métalliques résistant aux produits chimiques
- C04 Tuyaux en grès vitrifié
- C07 Chaux et calcaire
- C08 Matériaux réfractaires
- C09 Béton et granulats de béton
- C11 Plâtre et matériaux et systèmes de construction connexes
- C12 Mortiers et coulis pour éléments de maçonnerie
- C13 Tuyaux en béton
- C14 Verre et produits en verre
- C15 Éléments de maçonnerie fabriqués
- C16 Isolation thermique
- C17 Produits en ciment renforcé de fibres
- C18 Pierre de taille
- C21 Céramique à pâte blanche et produits connexes
- C24 Joints de bâtiment et produits d'étanchéité
- C26 Cycle du combustible nucléaire
- C27 Produits préfabriqués en béton
- C28 Céramiques de pointe

### Matériaux divers
- D01 Peinture et revêtements connexes, matériaux et applications
- D02 Produits pétroliers, carburants liquides et lubrifiants
- D03 Combustibles gazeux
- D04 Route et matériaux de pavage
- D05 Charbon et coke
- D07 Bois
- D08 Toiture et imperméabilisation
- D09 Matériaux d’isolation électrique et électronique
- D10 Emballage
- D11 Caoutchouc
- D12 Savons et autres détergents
- D13 Textiles
- D14 Adhésifs
- D15 Liquides de refroidissement de moteur et fluides associés
- D16 Hydrocarbures aromatiques et produits chimiques associés
- D18 Sols et roches
- D19 Eau
- D20 Plastiques
- D21 Vernis
- D22 Qualité de l'air
- D24 Noir de carbone
- D26 Solvants organiques halogénés et agents d'extinction
- D27 Liquides et gaz isolants électriques
- D28 Charbon actif
- D30 Matériaux composites
- D31 Cuir
- D32 Catalyseurs
- D33 Revêtement de protection et travail de revêtement pour les installations de production d'électricité
- D34 Gestion des déchets
- D35 Géosynthétiques
- D37 Cannabis et chanvre

### Sujets divers
- E01 Chimie analytique pour les métaux, les minerais et les éléments connexes
- E04 Métallographie
- E05 Normes relatives au feu
- E06 Performance des bâtiments
- E07 Essais non destructifs
- E08 Fatigue et rupture
- E10 Technologie nucléaire et applications
- E11 Qualité et statistique
- E12 Couleur et apparence
- E13 Spectroscopie moléculaire et science de la séparation
- E15 Produits chimiques industriels et de spécialité
- E17 Véhicule - Systèmes de Revêtement
- E18 Évaluation sensorielle
- E20 Mesure de la température
- E21 Simulation spatiale et applications de la technologie spatiale
- E27 Danger des produits chimiques
- E28 Essais mécaniques
- E29 Caractérisation des particules et pulvérisations
- E30 Sciences judiciaires
- E31 Informatique médicale
- E33 Acoustique du bâtiment et environnementale
- E34 Santé et sécurité au travail
- E35 Pesticides, agents antimicrobiens et agents de contrôle alternatifs
- E36 Accréditation et certification
- E37 Mesures thermiques
- E41 Appareils de laboratoire
- E42 Analyse de surface
- E43 Pratique SI
- E44 Sources d’énergie solaire, géothermique et autres alternatives
- E48 Bioénergie et produits chimiques industriels provenant de la biomasse
- E50 Évaluation environnementale, gestion des risques et mesures correctives
- E52 Psychophysiologie médico-légale
- E53 Gestion des actifs
- E54 Applications de sécurité nationale
- E55 Fabrication de produits pharmaceutiques
- E56 Nanotechnologie
- E57 Systèmes d'imagerie 3D
- E58 Ingénierie légale
- E60 Durabilité
- E61 Processus de radiation
- E62 Biotechnologie industrielle

### Matériaux pour applications spécifiques
- F01 Électronique
- F02 Emballage barrière flexible
- F03 Joints
- F04 Matériel et équipements médicaux et chirurgicaux
- F05 Produits d'imagerie commerciale
- F06 Revêtements de sol souples
- F07 Aérospatiale et aéronefs
- F08 Équipement sportif, surfaces de jeu et installations
- F09 Pneus
- F10 Systèmes d’évaluation du bétail, de la viande et de la volaille
- F11 Aspirateurs
- F12 Systèmes et équipement de sécurité
- F13 Piéton/passerelle de sécurité et chaussures
- F14 Clôtures
- F15 Produits de consommation
- F16 Attaches
- F17 Systèmes de tuyaux en plastique
- F18 Équipement de protection électrique pour les travailleurs
- F20 Substances dangereuses et intervention en cas de déversement de pétrole
- F23 Vêtements et équipement de protection individuelle
- F24 Jeux et manèges
- F25 Navires et technologie maritime
- F26 Matériel de cuisine
- F27 Ski
- F29 Matériel anesthésique et respiratoire
- F30 Services médicaux d'urgence
- F32 Recherche et sauvetage
- F33 Établissements correctionnels et de détention
- F34 Paliers à roulements
- F36 Technologie et services publics souterrains
- F37 Avions sportifs légers
- F38 Systèmes aériens sans pilote
- F39 Systèmes aéronautiques
- F40 Substances déclarables dans les matériaux
- F41 Systèmes de véhicules maritimes sans pilote (UMVS)
- F42 Technologies de fabrication additive
- F43 Services et produits linguistiques
- F44 Aéronefs d'aviation générale
- F45 Véhicules industriels à guidage automatique sans pilote

### Corrosion, détérioration et dégradation des matériaux
- G01 Corrosion des métaux
- G02 Usure et érosion
- G03 Altération et durabilité
- G04 Compatibilité et sensibilité des matériaux en atmosphères enrichies en oxygène